# Hermann Rahe

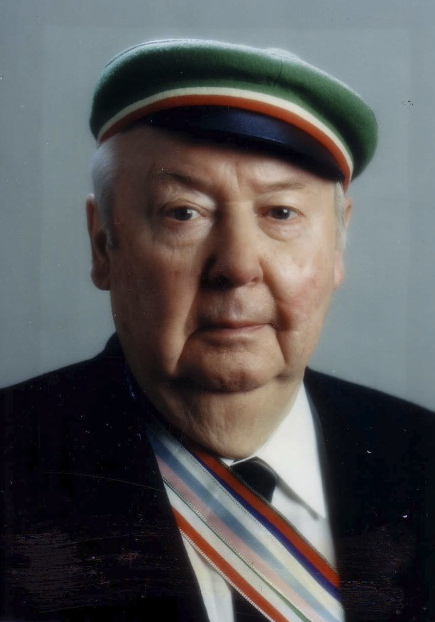
Hermann Rahe (1994)

Hermann Rahe (* 21. Mai 1913 in Witten, Westfalen; † 28. Juni 1998 in Düsseldorf) war ein deutscher Verwaltungsjurist und Ministerialbeamter.

## Leben
Nach dem Abitur an der Bessel-Oberrealschule Minden studierte Rahe ab dem Wintersemester 1933/34 Rechtswissenschaft an der Universität zu Köln. Zu Beginn des Studiums wurde er im Kösener Corps Friso-Luneburgia aktiv. 1938 bestand er das Referendarexamen. 1939 begann er mit dem Referendariat. Ab 1940 diente er als Unteroffizier im Heer (Wehrmacht). Im Westfeldzug erlitt er eine schwere Verwundung des rechten Beines, die zu einer bleibenden Gehbehinderung und 1942 zur Entlassung aus der Wehrmacht führten. Er nahm im selben Jahr den juristischen Vorbereitungsdienst wieder auf und bestand 1944 die Assessorprüfung. Seine berufliche Laufbahn begann er zunächst als Anwaltsvertreter in Posen. Die britische Militärregierung bestellte ihn 1945 als public prosecutor in Minden und beauftragte ihn mit der Einrichtung und Führung der Zweigstelle der Staatsanwaltschaft Bielefeld in Minden. 1947 wurde er in das Justizministerium des entstehenden Landes Nordrhein-Westfalen in Düsseldorf einberufen, wo er zunächst in der Strafrechtsabteilung und in der Personalabteilung tätig war. Ab 1954 war er zuständig für die Fortbildung der Richter und Staatsanwälte und für Justizpolitik. 1968 wurde er zum Leitenden Ministerialrat befördert. Von 1949 bis zur Pensionierung im Jahre 1978 war er ununterbrochen Pressesprecher des Justizministeriums NRW. Von 1979 bis 1981 leitete er aufgrund eines Beschlusses der Justizministerkonferenz die Deutsche Richterakademie in Trier. Zwischen 1981 und 1984 leitete er verschiedene Tagungen der Akademie.

## Corpsstudent
Hermann Rahe war seit seiner Aktivenzeit bei Friso-Luneburgia ein begeisterter und engagierter Corpsstudent. Während des Zweiten Weltkrieges unterstützte er als Referendar in Leipzig die Mensuren des Corps Misnia IV, stellte sich ihm als Gegenpaukant zur Verfügung und focht 1943 trotz der Verwundung seine 20. und 21. Mensur, darunter eine gegen den Senior Wolf Sturm.
Das Corps Silesia Breslau und das Corps Marchia Brünn verliehen ihm 1984 und 1994 das Band. Von 1982 bis 1986 war er Vorstandsvorsitzender des Verbandes Alter Corpsstudenten. Er war Mitbegründer und von 1986 bis 1993 Vorsitzender des Stiftervereins Alter Corpsstudenten. Von 1986 bis 1993 war er Beauftragter des VAC im Convent Deutscher Akademikerverbände.

## Ehrungen
- Verdienstorden der Bundesrepublik Deutschland, Bundesverdienstkreuz 1. Klasse (1973)
- Ehrenmitglied des Corps Friso-Luneburgia (1989)
- Großes Bundesverdienstkreuz (1989)
- Silberschale des Verbandes Alter Corpsstudenten
- Fabricius-Medaille des Convents Deutscher Akademikerverbände